# Zombaria

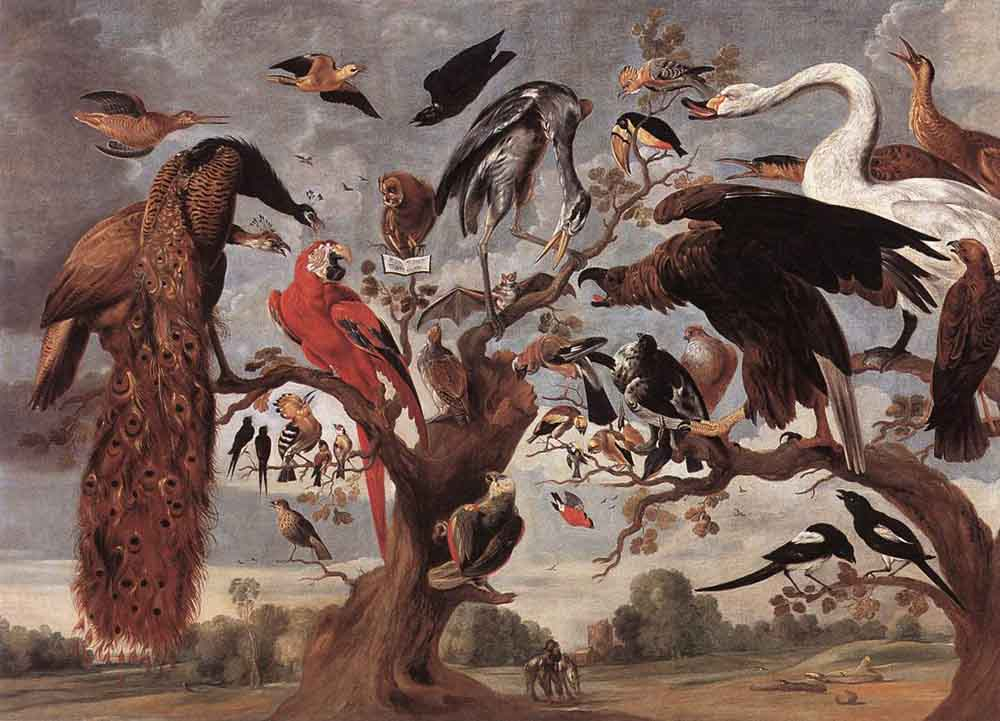
A Zombaria da Coruja: uma pintura do século XVII de Jan van Kessel, o Velho, representando vagamente uma cena do poema do século 13, A coruja e o Rouxinol, em que a coruja é ridicularizada por outras aves por suas características

Zombaria (em inglês: mockery ou mocking) é o ato de insultar ou desprezar uma pessoa, ou outra coisa, às vezes apenas provocando, mas frequentemente fazendo uma caricatura, pretendendo se envolver na imitação de uma maneira que destaque características pouco lisonjeiras. A zombaria pode ser feita de uma maneira leve e gentil, mas também pode ser cruel e odiosa, de modo que "evoca imagens de corrosão, degradação deliberada e até subversão; portanto, 'rir de desdém, fazer esporte' (OED)". A zombaria parece ser única para os seres humanos e serve a várias funções psicológicas, como reduzir o desequilíbrio de poder entre figuras de autoridade e pessoas comuns. Exemplos de zombaria podem ser encontrados na literatura e nas artes.

## Etimologia e função
A raiz da palavra vestígios de simulação para o francês antigo mocquer (mais tarde moquer), ou seja, para zombar, rir, ridicularizar ou enganar, embora a origem de mocquer é em si desconhecido. Rotular uma pessoa ou coisa como zombaria também pode ser usado para sugerir que ela é uma versão de baixa qualidade ou falsificada de outra genuína, como é o caso dos usos: "zombaria do homem" ou "o julgamento" foi uma zombaria da justiça".

### Zombaria em psicologia
O professor de linguística australiano Michael Haugh diferenciou entre provocação e zombaria ao enfatizar que, embora os dois tenham sobreposição substancial de significado, a zombaria não conota provocações repetidas ou a retenção intencional de desejos e, ao contrário, implica um tipo de imitação ou representação, onde um elemento-chave é que a natureza do ato coloca uma importância central na expectativa de que não seja levado a sério. Especificamente ao examinar formas não sérias de zombaria jocular, Haugh resumiu a literatura sobre as características da zombaria, consistindo no seguinte:
- Risos, especialmente por parte do orador, agindo como uma sugestão de que outros são convidados a rir também
- Práticas fonéticas, como uma "voz de sorriso" e modulação do tom de "canção cantada" que marcam as ações "como risíveis", denotam um nível exagerado de animação e indicam ironia
- Dicas faciais, como sorrir, piscar ou outras expressões intencionalmente exageradas que marcam as ações como risíveis, irônicas e não graves
- Dicas corporais, como cobrir o rosto ou bater palmas
- Exagero, enfatizando casos extremos e fazendo reivindicações obviamente acima ou abaixo do que é razoável
- Incongruência através de alusões e pressupostos para criar contraste implícito
- Formulabilidade e "marcadores de mudança de tópico" para indicar o fim da não seriedade e o retorno à interação séria

Por sua vez, o público da zombaria pode responder com várias pistas adicionais para indicar que as ações são entendidas como não graves, incluindo risadas, concordância explícita ou continuação ou elaboração da zombaria.
Jayne Raisborough e Matt Adams identificaram a zombaria como um tipo de humor depreciativo, disponível principalmente como ferramenta de grupos privilegiados, o que garante respostas normativas de grupos não privilegiados. Eles enfatizam que a zombaria pode ser usada ironicamente e comedicamente, para identificar estigma moral e sinalizar superioridade moral, mas também como uma forma de encorajamento social, permitindo que aqueles que fornecem sugestões sociais o façam de maneira a proporcionar um nível de distância social entre a crítica e a crítica através do uso de paródia e sátira. Dessa maneira, a zombaria pode funcionar como uma maneira "superficialmente 'respeitável' e moralmente sensível de fazer distinção baseada em classes do que menos aversão civil".

### Zombaria na filosofia
O filósofo Baruch Spinoza teve uma visão sombria da zombaria, sustentando que ela se apóia "em uma opinião falsa e proclama a imperfeição do zombador". Ele argumentou que ou o objeto da zombaria não é ridículo; nesse caso, o zombador está errado em tratá-lo dessa maneira, ou é ridículo; nesse caso, a zombaria não é uma ferramenta eficaz para melhoria. Embora o zombador revele que reconhece a imperfeição, não faz nada para resolvê-la por um bom motivo. Escrevendo em seu Tractatus Politicus, Spinoza declarou que a zombaria era uma forma de ódio e tristeza "que nunca pode ser convertida em alegria".

O bispo católico Francis de Sales, em sua introdução à vida devota, em 1877, criticou a zombaria como pecado: 
Alternativamente, enquanto os filósofos John Locke e Anthony Ashley-Cooper, terceiro conde de Shaftesbury concordavam com a importância da investigação crítica sobre as visões das figuras de autoridade, Shaftesbury viu um papel importante especificamente para zombar nesse processo. Shaftesbury sustentou que "um uso moderado da zombaria poderia corrigir vícios", e que a zombaria estava entre os desafios mais importantes da verdade, porque "se uma opinião não suportar a zombaria", da mesma forma seria "revelado ridículo". Como tal, todas as reivindicações sérias de conhecimento devem ser submetidas a ele. Essa foi uma visão ecoada por René Descartes, que via zombaria como uma "característica de um homem bom" que "testemunha a alegria de seu temperamento... tranquilidade de sua alma... e a engenhosidade de sua mente."
No argumento filosófico, o apelo ao ridículo (também chamado apelo ao escárnio, ab absurdo, ou a risada de cavalo) é uma falácia informal que apresenta o argumento de um oponente como absurdo, ridículo, ou bem-humorado, e, portanto, não é digno de consideração séria. O apelo ao ridículo é freqüentemente encontrado na forma de comparar uma circunstância ou argumento matizado a uma ocorrência ridiculamente comum, ou a alguma outra irrelevância com base no tempo cômico, na brincadeira de palavras ou em fazer do oponente e do argumento deles o objeto de uma piada. Essa é uma tática retórica que zomba do argumento ou do ponto de vista de um oponente, tentando inspirar uma reação emocional (tornando-a um tipo de apelo à emoção) na platéia e destacar quaisquer aspectos contraintuitivos desse argumento, fazendo-o parecer tolo e contrário ao senso comum. Isso geralmente é feito zombando da base do argumento que o representa de uma maneira caridosa e simplificada.

### Zombaria nas artes

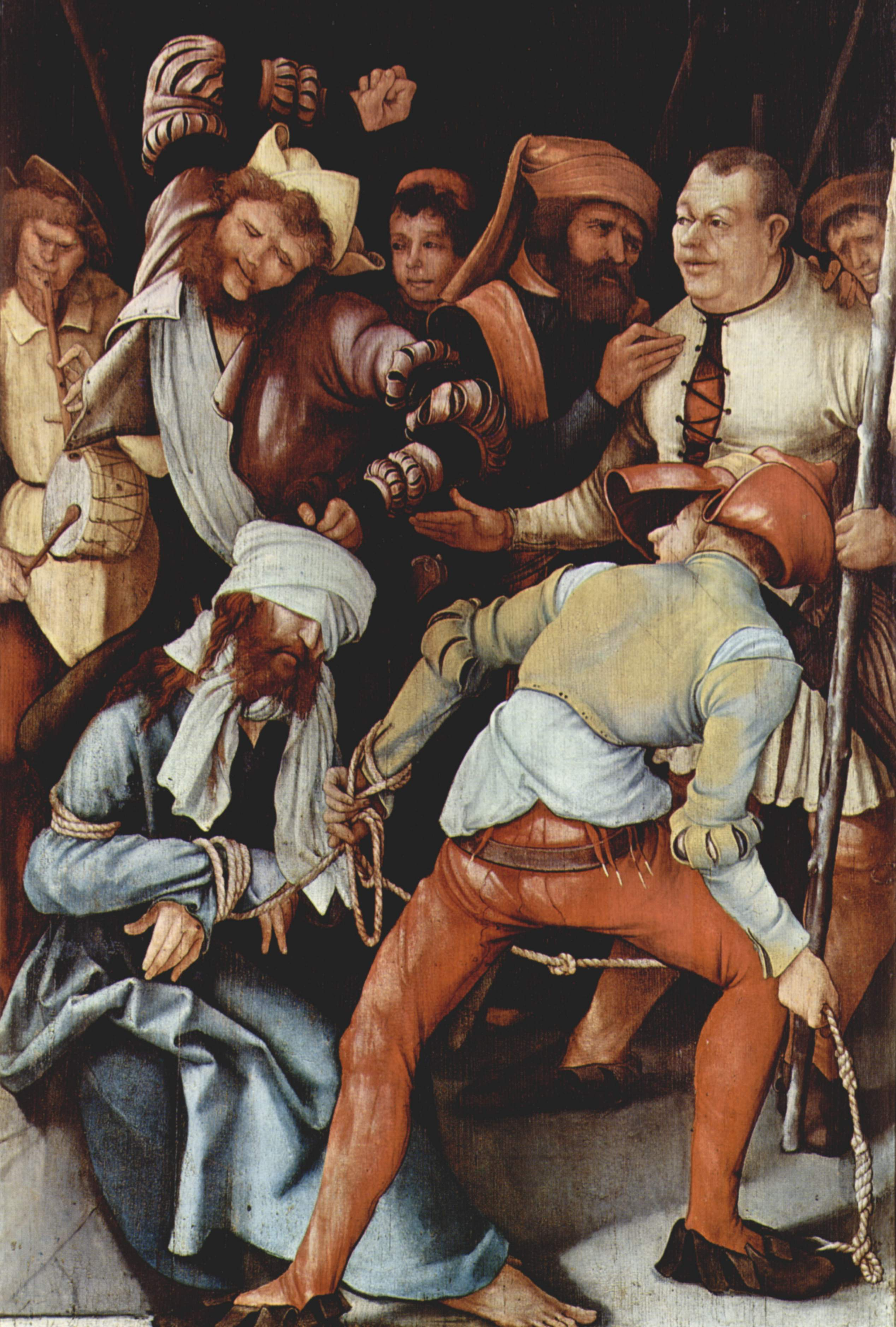
A zombaria de Jesus, aqui representada por Matthias Grünewald, é um tema historicamente popular para os artistas.

A zombaria é uma forma do gênero literário da sátira, e observou-se que "ele zomba de gêneros e a prática da zombaria literária remonta pelo menos até o século VI a.C.". A zombaria, como gênero, também pode ser direcionada a outros gêneros artísticos: 
Parodiar outra obra, ou outras obras, geralmente implica uma postura avaliativa em relação ao material a que se refere, pois geralmente envolve escárnio. Dentro dessa moda cultural zombeteira, existe um grau de crítica existente, desde zombaria gentil até ridículo ridículo. A zombaria da busca pode, no entanto, existir uma postura mais amorosa em relação ao objeto que está sendo zombado em algumas ocasiões. Um exemplo dessa zombaria amorosa pode ser encontrado no filme cult This Is Spinal Tap; enquanto o filme tira sarro de alguns dos aspectos ridículos associados à música heavy metal, há um gosto evidente pela cultura e, em particular, pelos personagens.
A trupe de comédia inglesa, Monty Python, era considerada particularmente adepta da zombaria de figuras de autoridade e pessoas que fingiam ter competência além de suas habilidades. Um desses esboços, envolvendo um vendedor de aparelhos auditivos quase surdo e um vendedor de lentes de contato quase cego, os descreve como "ambos desesperadamente malsucedidos e extremamente hilariantes". A comicidade de tais personagens se deve em grande parte ao fato de que os próprios objetos de zombaria criam um contexto específico em que achamos que eles merecem ser ridicularizados". Nos Estados Unidos, o programa de televisão Saturday Night Live foi anotado como tendo "uma história de zombaria política", e foi proposto que "as análises históricas e retóricas argumentam que essa zombaria importa" com relação aos resultados políticos.

## Desenvolvimento em humanos
Zombaria parece ser uma atividade exclusivamente humana. Embora se observe que várias espécies de animais se envolvem no riso, os humanos são o único animal observado a usar o riso para zombar uns dos outros.
Um exame da aparência da capacidade de zombaria durante o desenvolvimento infantil indica que a zombaria "não aparece como um momento esperado na primeira infância, mas se torna mais proeminente à medida que a criança latente entra no mundo social da rivalidade, competição e interação social entre irmãos" À medida que se desenvolve, é "exibido em formas de bullying no pátio da escola e, certamente, na adolescência, com a tentativa de alcançar a independência ao negociar os conflitos decorrentes de encontros com a autoridade". Um elemento comum da zombaria é a caricatura, uma prática abrangente de imitar e exagerar aspectos do assunto que está sendo zombado. Foi sugerido que a caricatura produzia "vantagens de sobrevivência da decodificação rápida da informação facial" e, ao mesmo tempo, fornece "um pouco do nosso melhor humor e, quando imersa em muita agressão, pode chegar à forma de zombaria". A zombaria cumpre várias funções sociais: 
As formas primitivas de zombaria representam a tentativa de usar a agressão para se proteger do engolimento, colisão ou humilhação, diminuindo o poder e a ameaça percebidos pelo outro. No entanto, a zombaria também pode preservar a relação do objeto, porque o outro é necessário para fornecer o material para a caricatura. A caricatura na vida cotidiana, na sua forma mais eficaz, envolve a sublimação da agressão e pode atingir a forma de humor - testemunha nosso fascínio pela sátira política, geralmente um exercício de caricatura de autoridade. Agressões menos sublimadas resultam em um tipo de zombaria direcionada à humilhação contínua dos fracos, lembrando a essas pessoas que elas têm pouco poder e não são dignas de humanidade plena ou associação social.
Richard Borshay Lee relatou o escárnio como uma faceta da cultura bosquímana projetada para impedir que indivíduos com sucesso em certos aspectos se tornem arrogantes. Quando pessoas mais fracas são ridicularizadas por pessoas mais fortes, isso pode constituir uma forma de bullying.

### Visão religiosa
- Question 75. Derision - Summa Theologiae (Catholic Encyclopedia)